# خوف
خوف از حالات عرفانی است که نزد اهل سلوک با چنین تعابیری معرفی شده‌است:
- وسیله تأدیب است برای کسی که از درگاه خداوند رمیده باشد؛
- دور بودن از نواهی و معاصی و اندوه از آنهاست؛
- اضطراب قلوب است به سبب آگاهی از سطوت الهی.[۱]

وقتی حال خوف بر کسی وارد شد، با خود نشانه‌هایی همراه دارد؛ از جمله اینکه: شهوت را می‌سوزاند و غفلت را از دل بیرون می‌کند، آمال و آرزوها را کوتاه می‌سازد، در دل اندوه راه می‌یابد.

## انواع خوف
خوف را دو نوع دانسته‌اند.
1. خوف عقوبت: دو عامل سبب خوف از عقوبت می‌شود: یکی دیدن گناهان و معاصی که بنده انجام داده‌است و دیگر آنکه وعید الهی دربارهٔ عقوبت کردن صاحب گناهان حتمی و قطعی است. وجود این نوع از خوف با دو نشانه همراه است: یکی آنکه فرد از ارتکاب به گناه امتناع می‌کند و دیگر آنکه می‌کوشد گناهان گذشته را جبران کند.
2. خوف مکر: مراد از مکر در اینجا مکر الهی است که از آن تعبیر به یکی محبت الهی و دوم ملاحظه مکر. این نوع مکر وقتی بروز پیدا می‌کند که کسی در زندگی در راحت و گشایش به سر برد و این فراغت و برخورداری از نعمت را از انواع استدراج به‌شمار آورد. در این حال به خود می‌آید تا با این فراغت و گشایش در غفلت فرونرود. این حال خوف مکر نامیده می‌شود. این خوف مانند خوف از عقوبت دو نشانه دارد: یکی آنکه صاحب این حال از غیر خدا نمی‌ترسد و دیگر آنکه همه از هیبت او می‌هراسند.[۳]